# Perclorato d'ammonio
Il perclorato di ammonio è il sale di ammonio dell'acido perclorico, di formula NH4ClO4.
Come molti sali di ammonio, si decompone prima di raggiungere il punto di fusione, rilasciando azoto, ossigeno, cloro ed vapore acqueo.

## Applicazioni
È un potente ossidante, frequentemente utilizzato nella formulazione di propellenti solidi impiegati nella propulsione spaziale e rappresenta il 75% circa in massa dell'intero propellente (la restante parte è costituita da un 25% di combustibile e da un legante polimerico). Fortemente costoso, è oggi allo studio la sostituzione di questo sale con nitrato d'ammonio, meno oneroso in termini economici, ma anche meno prestante dal punto di vista balistico. Ciò ha portato non al completo abbandono del perclorato di ammonio, ma ad una sua parziale sostituzione al fine di garantire prestazioni accettabili.